# 영천고등학교
영천고등학교(永川高等學校)는 대한민국 경상북도 영천시 야사동에 있는 공립 고등학교이다.

## 학교 연혁
- 1951년 11월 29일 : 영천고등학교 설립 인가
- 1951년 12월 1일 : 개교 및 초대 최일석 교장 취임
- 1954년 3월 2일 : 제1회 졸업식 거행(42명)
- 1964년 3월 1일 : 중,고등학교 통합
- 1976년 9월 1일 : 중,고등학교 분리
- 1983년 2월 22일 : 영천중학교 분리 이전
- 2007년 12월 28일 : 학칙 변경 (일반학급 15학급과 특수학급 1학급)
- 2011년 5월 3일 : 2011학년도 기숙형 고교 모델학교 지정
- 2011년 6월 14일 : 2012학년도 교과교실제 실시학교 선정
- 2013년 10월 25일 : 경상북도교육청 지정 사교육 없는 학교 시범학교(2012.3.1~2014.2.28)
- 2015년 3월 1일 : 경상북도교육청 과학중점학교 운영(2015.3.1~ )
- 2018년 3월 1일 : 경상북도교육청 지정 자율학교(2018.3.1~2021.2.28)
- 2022년 3월 1일 : 제28대 서정원 교장 취임
- 2023년 1월 5일 : 제70회 졸업식(95명, 누계 12,774명)
- 2023년 3월 2일 : 2023학년도 입학(5학급 119명)

## 참고 자료
- 영천고등학교 - 한국교육학술정보원 학교알리미